# جائزة بريطانيا الكبرى 2018
جائزة بريطانيا الكبرى 2018 هو سباق فورمولا 1 أقيم بتاريخ 8 يوليو 2018 في حلبة سلفرستون، سيلفرستون، المملكة المتحدة. كان العاشر من أصل 21 في بطولة العالم لسباقات الفورمولا واحد موسم 2018. حلّ الألماني سباستيان فيتل أولا بينما جاء البريطاني لويس هاملتون في المركز الثاني وحصل على المركز الثالث الفنلندي كيمي رايكونن.

## الترتيب النهائي
|         | الترتيب | السائق        | النقاط |
| ------- | ------- | ------------- | ------ |
|         | 1       | سباستيان فيتل | 171    |
|         | 2       | لويس هاملتون  | 163    |
|         | 3       | كيمي رايكونن  | 116    |
|         | 4       | دانيل ريكاردو | 106    |
| 1       | 5       | فالتيري بوتاس | 104    |
| المصدر: |         |               |        |